# Saison 1 d'Angel
Chronologie
Saison 3 de Buffy contre les vampires Saison 2 et Saison 5 de Buffy contre les vampires
La saison 1 d’Angel est composée de 22 épisodes. Elle raconte l'histoire d'Angel et de son équipe, depuis l'arrivée du vampire à Los Angeles jusqu'à la découverte de la prophétie de Shanshu.

## Événements principaux
Après avoir quitté Buffy et Sunnydale, Angel arrive à Los Angeles, en quête de rédemption pour ses actes passés. Il fait la rencontre de Doyle, un demi-démon possédant le pouvoir de précognition et un messager des Puissances Supérieures, venu convaincre Angel de devenir un champion du Bien. Le vampire retrouve également Cordelia Chase, qui s'est installée à Los Angeles pour commencer une carrière d'actrice. Les trois amis fondent ensemble Angel Investigations, une agence de détectives privés, et résolvent toutes sortes de mystères et de crimes commis par des vampires et des démons. Au cours de ses enquêtes, il est plusieurs fois confronté au maléfique cabinet d'avocat Wolfram & Hart, et s'oppose au directeur du cabinet, Holland Manners, et aux avocats Lindsey McDonald et Lilah Morgan. Il rencontre également l'inspectrice de police Kate Lockey, avec qui il se lie d'amitié jusqu'à ce qu'elle finisse par découvrir sa nature de vampires, et Charles Gunn, un jeune homme des quartiers populaires qui chasse les vampires avec son gang. Il retrouve Buffy à deux reprises, lors de ses brefs passages en ville, et est brièvement confronté à Faith après sa sortie du coma, avant qu'elle ne décide de se livrer à la police.  
A la suite d'une enquête, Doyle trouve la mort en se sacrifiant, mais il transmet son pouvoir de précognition à Cordelia en l'embrassant avant de mourir. Abattus par sa disparition, Angel et Cordelia retrouvent peu à peu leurs esprits et recommence à travailler en équipe après avoir été rejoints par l'ancien Observateur Wesley Wyndam-Pryce. La saison s'achève sur la récupération par le groupe d'un manuscrit parlant de la prophétie Shanshu, selon laquelle un vampire doté d'une âme pourrait redevenir humain, par la destruction des locaux d'Angel Investigations et par la résurrection de Darla. 

## Distribution

### Acteurs principaux
- David Boreanaz : Angel
- Charisma Carpenter : Cordelia Chase
- Glenn Quinn : Allen Francis Doyle (épisodes 1 à 9)
- Alexis Denisof : Wesley Wyndam-Pryce (au générique à partir de l'épisode 11) (épisodes 10 à 22)

### Acteurs secondaires
- Elisabeth Röhm : Kate Lockley (9 épisodes)
- Christian Kane : Lindsey McDonald (épisodes 1, 18, 19, 21 et 22)
- Stephanie Romanov : Lilah Morgan (épisodes 16, 18, 19, 21 et 22)
- Thomas Burr : Lee Mercer (4 épisodes)
- J. August Richards : Charles Gunn (épisodes 20, 21 et 22)
- Julie Benz : Darla (épisodes 15, 18 et 22)
- Sarah Michelle Gellar : Buffy Summers (épisodes 8 et 19)
- Eliza Dushku : Faith Lehane (épisodes 18 et 19)
- Sam Anderson : Holland Manners (épisodes 21 et 22)
- James Marsters : Spike (épisode 3)
- Seth Green : Oz (épisode 3)

## Équipe de production
| - James A. Contner (4 épisodes) - David Greenwalt (2) - Bruce Seth Green (2) - David Straiton (2) - Joss Whedon (1) - Vern Gillum (1) - Scott McGinnis (1) - David Grossman (1) - Tucker Gates (1) - Winrich Kolbe (1) - David Semel (1) - R. D. Price (1) - Nick Marck (1) - Regis Kimble (1) - Michael Lange (1) - Thomas J. Wright (1) | - Tim Minear : 5 épisodes (dont 2 en collaboration) - David Greenwalt : 5 (dont 3 en collaboration) - Jeannine Renshaw : 4 (dont 2 en collaboration) - Howard Gordon : 3 (dont 1 en collaboration) - Tracey Stern : 2 - David Fury : 2 (dont 1 en collaboration) - Joss Whedon : 2 en collaboration - Doug Petrie : 1 - Jane Espenson : 1 - Jim Kouf : 1 - Garry Campbell : 1 - Marti Noxon : 1 en collaboration |

## Épisodes

### Épisode 1:Bienvenue à Los Angeles
- États-Unis : 5 octobre 1999 sur The WB
- France : 26 mars 2001 sur TF6 et 20 octobre 2001 sur TF1
- Québec : 29 août 2002 sur Ztélé

- Christian Kane (Lindsey McDonald)
- Tracy Middendorf (Tina)
- Vyto Ruginis (Russel Winters)

### Épisode 2:Angel fait équipe
- États-Unis : 12 octobre 1999 sur The WB
- France : 26 mars 2001 sur TF6 et 20 octobre 2001 sur TF1
- Québec : 5 septembre 2002 sur Ztélé

- Elisabeth Röhm (Kate Lockley)
- Lillian Birdsell (Sharon Richler)
- Obi Ndefo (Barman)

### Épisode 3:La Pierre d'Amarra
- États-Unis : 19 octobre 1999 sur The WB
- France : 26 mars 2001 sur TF6
- Québec : 12 septembre 2002 sur Ztélé

- Seth Green (Oz)
- James Marsters (Spike)
- Malia Mathis (Rachel)
- Kevin West (Marcus)

- Cross-over avec l'épisode Désillusions de la série télévisée Buffy contre les vampires.
- Première apparition de James Marsters (Spike).

### Épisode 4:L'Étrange Docteur Meltzer
- États-Unis : 26 octobre 1999 sur The WB
- France : 2 avril 2001 sur TF6
- Québec : 19 septembre 2002 sur Ztélé

- Tushka Bergen (Melissa Burns)
- Carlos Carrasco (Docteur Vinpur Narpudan)
- Andy Umberger (Docteur Ronald Meltzer)
- Elisabeth Röhm (Kate Lockley)

### Épisode 5:L'Appartement de Cordelia
- États-Unis : 2 novembre 1999 sur The WB
- France : 2 avril 2001 sur TF6
- Québec : 26 septembre 2002 sur Ztélé

- Beth Grant (Maude Pearson)
- Elisabeth Röhm (Kate Lockley)

### Épisode 6:Raisons et Sentiments
- États-Unis : 9 novembre 1999 sur The WB
- France : 2 avril 2001 sur TF6
- Québec : 3 octobre 2002 sur Ztélé

- Elisabeth Röhm (Kate Lockley)
- John Mahon (Trevor Lockley)
- Ron Marasco (Allen Lloyd)
- John Capodice (Tony Papazian)

### Épisode 7:Enterrement de vie de démon
- États-Unis : 16 novembre 1999 sur The WB
- France : 9 avril 2001 sur TF6
- Québec : 10 octobre 2002 sur Ztélé

- Kristin Dattilo (Kary)
- Carlos Jacott (Richard Howard Straley)

### Épisode 8:Je ne t'oublierai jamais
- États-Unis : 23 novembre 1999 sur The WB
- France : 9 avril 2001 sur TF6
- Québec : 17 octobre 2002 sur Ztélé

- Sarah Michelle Gellar (Buffy Summers)
- Carey Cannon (Oracle femme)
- Randall Slavin (Oracle homme)

### Épisode 9:Sacrifice héroïque
- États-Unis : 30 novembre 1999 sur The WB
- France : 9 avril 2001 sur TF6
- Québec : 24 octobre 2002 sur Ztélé

- Lee Arenberg (Tiernan)
- Anthony Cistaro (Commandant des forces Scourge)
- Tony Denman (Rieff)
- Sean Gunn (Lucas)
- Michelle Horn (Rayna)

### Épisode 10:Cadeaux d'adieu
- États-Unis : 14 décembre 1999 sur The WB
- France : 16 avril 2001 sur TF6
- Québec : 31 octobre 2002 sur Ztélé

- Alexis Denisof (Wesley Wyndam-Pryce)
- Carey Cannon (Oracle femme)
- Randall Slavin (Oracle homme)
- Maury Sterling (Barney)

### Épisode 11:Rêves prémonitoires
- États-Unis : 18 janvier 2000 sur The WB
- France : 16 avril 2001 sur TF6
- Québec : 7 novembre 2002 sur Ztélé

- Elisabeth Röhm (Kate Lockley)
- Jeremy Renner (Penn)

### Épisode 12:Grossesse express
- États-Unis : 25 janvier 2000 sur The WB
- France : 16 avril 2001 sur TF6
- Québec : 14 novembre 2002 sur Ztélé

- Daphnée Duplaix (Serena)
- Ken Marino (Wilson Christopher)
- Josh Randall (le barman)

### Épisode 13:Guerre des sexes
- États-Unis : 8 février 2000 sur The WB
- France : 23 avril 2001 sur TF6
- Québec : 21 novembre 2002 sur Ztélé

- Colby French (Tay)
- Sean Gunn (Mars, le gardien du spa)
- Bai Ling (Jheira)
- Heather Stephens (Shari)

### Épisode 14:Exorcisme
- États-Unis : 15 février 2000 sur The WB
- France : 23 avril 2001 sur TF6
- Québec : 28 novembre 2002 sur Ztélé

- Elisabeth Röhm (Kate Lockley)
- Katy Boyer (Paige Anderson)
- Anthony Cistaro (Démon Ethros)
- Jesse James (Ryan Anderson)
- Will Kempe (Seth Anderson)

### Épisode 15:1753
- États-Unis : 22 février 2000 sur The WB
- France : 23 avril 2001 sur TF6
- Québec : 5 décembre 2002 sur Ztélé

- Elisabeth Röhm (Kate Lockley)
- Julie Benz (Darla)
- John Mahon (Trevor Lockley)
- Henri Lubatti (vampire)
- J. Kenneth Campbell (le père d'Angel)

### Épisode 16:La Prison d'Angel
- États-Unis : 29 février 2000 sur The WB
- France : 30 avril 2001 sur TF6
- Québec : 9 janvier 2003 sur Ztélé

- Stephanie Romanov (Lilah Morgan)
- Markus Redmond (Tom Cribb)
- Douglas Roberts (Darin MacNamara)
- Scott William Winters (Jack MacNamara)

### Épisode 17:Jeunesse éternelle
- États-Unis : 4 avril 2000 sur The WB
- France : 30 avril 2001 sur TF6
- Québec : 16 janvier 2003 sur Ztélé

- Tamara Gorski (Rebecca Lowell)
- Michael Mantell (Oliver Simon)

### Épisode 18:Cinq sur cinq
- États-Unis : 25 avril 2000 sur The WB
- France : 30 avril 2001 sur TF6
- Québec : 23 janvier 2003 sur Ztélé

- Eliza Dushku (Faith)
- Stephanie Romanov (Lilah Morgan)
- Thomas Burr (Lee Mercer)
- Tyler Christopher (Bret Folger)
- Julie Benz (Darla)
- Christian Kane (Lindsey McDonald)

### Épisode 19:Sanctuaire
- États-Unis : 2 mai 2000 sur The WB
- France : 7 mai 2001 sur TF6
- Québec : 30 janvier 2003 sur Ztélé

- Elisabeth Röhm (Kate Lockley)
- Christian Kane (Lindsey McDonald)
- Stephanie Romanov (Lilah Morgan)
- Eliza Dushku (Faith)
- Thomas Burr (Lee Mercer)
- Sarah Michelle Gellar (Buffy Summers)
- Alastair Duncan (Collins)

### Épisode 20:Frères de sang
- États-Unis : 9 mai 2000 sur The WB
- France : 7 mai 2001 sur TF6
- Québec : 6 février 2003 sur Ztélé

- J. August Richards (Charles Gunn)
- Joe Basile (Lenny Edwards)
- Maurice Compte (Chain)
- David Herman (David Nabbit)
- Michele Kelly (Alonna)
- Mick Murray (Knox)

### Épisode 21:Force aveugle
- États-Unis : 16 mai 2000 sur The WB
- France : 14 mai 2001 sur TF6
- Québec : 13 février 2003 sur Ztélé

- Christian Kane (Lindsey McDonald)
- J. August Richards (Charles Gunn)
- Stephanie Romanov (Lilah Morgan)
- Sam Anderson (Holland Manners)
- Thomas Burr (Lee Mercer)

### Épisode 22:Le Manuscrit
- États-Unis : 23 mai 2000 sur The WB
- France : 14 mai 2001 sur TF6
- Québec : 20 février 2003 sur Ztélé

- Christian Kane (Lindsey McDonald)
- J. August Richards (Charles Gunn)
- Elisabeth Röhm (Kate Lockley)
- Stephanie Romanov (Lilah Morgan)
- Sam Anderson (Holland Manners)
- David Herman (David Nabbit)
- Carey Cannon (Oracle femme)
- Randall Slavin (Oracle homme)
- Todd Stashwick (Vocah)

## DVD
La saison 1 en DVD se présente sous la forme d'un coffret de 6 DVD comprenant les 22 épisodes de la saison ainsi que les versions commentées des épisodes suivants :
- Bienvenue à Los Angeles commenté par Joss Whedon et David Greenwalt
- L'Appartement de Cordelia commenté par Jane Espenson

Parmi les autres bonus se trouvent plusieurs documentaires sur :
- l'ensemble de la saison
- le personnage d'Angel
- le personnage de Cordelia
- les démons de la série